# Skarb z Kiekrza
Skarb z Kiekrza – skarb odnaleziony w 1890 na terenie Kiekrza (obecnie część Poznania).

## Zawartość
Skarb liczył 274 monety srebrne (m.in. talary, półtalary, kwartniki, orty, trojaki i sześciogroszówki). Pochodziły one z Polski, Saksonii, Tyrolu, Szwecji, Hiszpanii, Niderlandów (m.in. Gdańsk, Bydgoszcz, Toruń, Elbląg, Ryga i Norymberga). Najstarszą była moneta z 1615 wybita przez Zygmunta III Wazę, a najmłodszą bita w Toruniu w 1654 przez Jana Kazimierza. W momencie wykopania skarb miał wartość kilkudziesięciu talarów, a więc znaczną. Zakopany został prawdopodobnie przez osobę majętną (najpewniej właściciela majątku kierskiego) w dobie potopu szwedzkiego.

## Historia znaleziska
Skarb został odnaleziony (wykopany) przez dwójkę ogrodników majora Endella - ówczesnego właściciela dawnego majątku Raczyńskich w Kiekrzu, w ogrodzie przy dworze, podczas robót ziemnych. Ukryli oni znalezisko, ponieważ w myśl prawa należało ono do właściciela ziemi, a znalazcy przysługiwał tylko procent od znaleźnego. Obaj ogrodnicy przeprowadzili się wkrótce do Mrowina, gdzie nie mogli dojść do porozumienia w podziale skarbu. Sprawa rozniosła się po okolicy i doszła do uszu Endella, który odzyskał znalezisko, a obaj znalazcy po rozprawie sądowej zostali ukarani.